# Robert Drew
Robert Lincoln Drew (Toledo, 15 febbraio 1924 – Sharon, 30 luglio 2014) è stato un regista statunitense di film documentaristici.
Era considerato uno dei pionieri del cosiddetto cinema verità negli Stati Uniti. Uno dei suoi più grandi successi è Le elezioni primarie del 1960, film documentario sull'elezioni in Wisconsin, tra John Fitzgerald Kennedy e Hubert Humphrey nel 1960.
Robert Drew fondò la Drew Associates allo scopo di formare registi a livello documentaristico. Da questa scuola uscirono numerosi esponenti dei film documentari tra i quali, Richard Leacock, D. A. Pennebaker e Albert Maysles.
Per il film Crisis: behind a Presidential Commitment (1963), Drew convinse il presidente Kennedy, a girare un film documentario tra le mura della Casa Bianca, per immortalare i momenti di lavoro e azioni naturali in una giornata tipo, da parte del presidente. Con l'aiuto dei registi Gregory Shuker e Richard Leacock, girarono delle scene anche nello Studio Ovale, (ufficio del presidente degli Stati Uniti d'America), e nella casa del governatore George Wallace. Il film include una scena resa famosa dalla ABC, nella quale lo stesso governatore Wallace, organizzò un blocco di poliziotti davanti all'entrata dell'Università dell'Alabama, allo scopo di impedire l’accesso ai due afroamericani, i primi ad instaurarsi nell'università.